# Jean Dujardin
Jean Dujardin, (født 19. juni 1972 i  Rueil-Malmaison i Frankrig) er en skuespiller og komiker. 
Dujardin er særlig kendt for sit samarbejde med instruktøren Michel Hazanavicius, først i de to parodier om Agent OSS 117 (i 2007 og 2009), og i The Artist (2011). For rollen som George Valentin i The Artist, vandt Dujardin Oscaren for bedste mandlige hovedrolle i 2012, Golden Globe for bedste mandlige skuespiller i film - musical eller komedie og prisen for bedste mandlige skuespiller ved Filmfestivalen i Cannes 2011. 

## Film
| år   | Titel                                               | Rolle                               | Notater                   |
| ---- | --------------------------------------------------- | ----------------------------------- | ------------------------- |
| 2002 | À l'abri des regards indiscrets                     | Jean-Luc                            | Kortfilm                  |
| 2002 | If I Were a Rich Man                                | Sælgeren Weston                     |                           |
| 2003 | Toutes les filles sont folles                       | Lorenzi                             |                           |
| 2003 | Bienvenue chez les Rozes                            | Mathieu Gamelin/MG                  |                           |
| 2003 | Les Clefs de bagnole                                | Ham selv                            |                           |
| 2004 | Le Convoyeur                                        | Jacques                             |                           |
| 2004 | Mariages !                                          | Alex                                |                           |
| 2004 | Les Dalton                                          | Cowboy                              |                           |
| 2004 | Rien de grave                                       | Pilotage instructor                 | Kortfilm                  |
| 2005 | La vie de Michel Muller est plus belle que la vôtre | Michel Muller                       |                           |
| 2005 | Brice de Nice                                       | Brice de Nice                       |                           |
| 2005 | L'Amour aux trousses                                | Franck                              |                           |
| 2005 | Il ne faut jurer de rien !                          | Valentin                            |                           |
| 2006 | OSS 117: Cairo, Nest of Spies                       | Hubert Bonisseur de La Bath/OSS 117 |                           |
| 2006 | Hellphone                                           | Krigeren i kælderen                 |                           |
| 2007 | Contre-enquête                                      | Richard Malinowski                  |                           |
| 2007 | 99 francs                                           | Octave Parango                      |                           |
| 2008 | Ca$h                                                | Cash                                |                           |
| 2009 | A Man and His Dog                                   | Arbejderen                          |                           |
| 2009 | OSS 117: Lost in Rio                                | Hubert Bonisseur de La Bath/OSS 117 |                           |
| 2009 | Lucky Luke                                          | Lucky Luke                          |                           |
| 2010 | Little White Lies                                   | Ludo                                |                           |
| 2010 | The Clink of Ice                                    | Charles Faulque                     |                           |
| 2010 | Un balcon sur la mer                                | Marc                                |                           |
| 2011 | The Artist                                          | George Valentin                     |                           |
| 2012 | Les Infidèles                                       |                                     | Co-writer and co-director |